# ГЕС Імст
ГЕС Імст — одна з електростанцій в австрійській провінції Тіроль на річці Інн (права притока Дунаю). Найвища серед Іннського каскаду на території Австрії.
ГЕС, споруджена в період між 1953 та 1956 роками, працює за дериваційною схемою. За 4 км нижче за течією від містечка Прутц на річку перекриває невелика гребля Рунсерау висотою 16 метрів та довжиною 60 метрів, що дає змогу спрямовувати воду до підвідного тунелю довжиною 12,3 км. Останній споруджений у гірському масиві, який Інн огинає по дузі із заходу, та виходить до машинного залу в долині тієї ж річки, але на значно нижчому рівні біля селища Імст. Така схема забезпечує напір у 143,5 метра.
При потужності у 89 МВт станція має середньорічне виробництво на рівні 550 млн кВт·год електроенергії.